# Hemeroblemma incedens
Hemeroblemma incedens är en fjärilsart som beskrevs av Walker 1858. Hemeroblemma incedens ingår i släktet Hemeroblemma och familjen nattflyn. Inga underarter finns listade i Catalogue of Life.